# O António Maria

O António Maria foi um jornal de humor político, dirigido por Rafael Bordalo Pinheiro, com início em 1879 e termo em 1898. Na verdade, este jornal dividiu-se em 2 séries: a 1ª entre 1879 e 1885 e a 2ª entre 1891 e 1898. Trata-se de uma singular “crónica da sociedade portuguesa” de final do século XIX, que retrata o ambiente político e os protagonistas do “rotativismo”, tendo  como pano de fundo o contexto social da época. Esta publicação periódica caracteriza-se pela sua expressão irónica e satírica e pelas sequências narrativas em banda desenhada, que evidenciam a mestria de Rafael Bordalo Pinheiro, coadjuvado por diversos  colaboradores como: o poeta Guilherme de Azevedo (que usa o pseudónimo João Rialto), Ramalho Ortigão (João Ribaixo), Guerra Junqueiro, Alfredo Morais Pinto (Pan-Tarântula), João Broa, Emílio Pimentel, Enrique Casanova, António Ramalho, Ribeiro Cristino, Columbano Bordalo Pinheiro, Manuel Gustavo.